# 东大盈港
东大盈港是中華人民共和國上海市青浦區的一條河流，长14公里，河面宽30米，該河流北起吴淞江，在吳淞江河口有东大盈船闸。河流向南流经白鹤鎮至夏阳街道的万寿塔附近匯入青浦城河。曾經淀山湖的湖水可以通過該河流流入吳淞江，后來該河流不少河段淤塞，逐漸形成現狀。該河可通航60吨级船只，汛期可通100吨级船只。